# Кайседо, Дженнифер Алекса
Дженнифер Алекса Кайседо Мехия (исп. Jennifer Alexa Caicedo Mejía; род. 1 июля 1984, в Хирардоте, провинция Кундинамарка, Колумбия ) — колумбийская роликобежка, конькобежка и велогонщица. Семикратная чемпион мира в роликобежном спорте.

## Биография
Дженнифер Алекса Кайседо начала кататься на роликовых коньках в возрасте 4 лет в Энвигадо, а с 6 лет стала заниматься профессиональным катанием. С 7 лет участвовала в соревнованиях. С 2003 по 2008 год она выиграла семь золотых медалей на пяти чемпионатах мира по роликобежному спорту. Летом 2007 года выиграла"бронзу" на дистанции 500 м на Панамериканских играх в Рио-де-Жанейро, а победила знаменитая американка Бриттани Боу. 
Последнюю золотую медаль завоевала в сентябре 2008 года в испанском Хихоне, а в октябре она решила закончить с роликами, так как хотела участвовать в олимпийских играх и переехала в Канаду, в Калгари, чтобы заняться конькобежным спортом. Переход оказался тяжёлым, так как техника другая, и выучить её было нелегко. В марте 2009 года получила гражданство Аргентины, потому что в Колумбии нет федерации ледового катания и стала выступать за сборную Аргентины. 
В сезоне 2009/10 Кайседо дебютировала на Кубке мира в дивизионе "В", а в январе 2010 года на чемпионате мира в спринтерском многоборье в Обихиро, где заняла 25-е место, не завершив дистанцию 1000 м. В 2010 году она переехала в Нидерланды, где тренировалась и соревновалась с голландскими конькобежцами. Но в 2011 году переехала обратно в Колумбию, так как тяжело было соревноваться с более профессиональными спортсменами и решила руководить своими товарищами по команде на Национальных играх.
В 2013 году Кайседо переехала в США, в штат Теннесси, после того, как получила предложение от Бристольского Королевского университета для обучения на факультете делового администрирования и занялась велогонками в университетской команде "King University" Она выступала за велокоманды "Pepper Palace" (2013), "Finish Strong Elite" (2014-2016), "Supra (2017), "Palmetto State Medical" (2018), 2SC Competitive Cyclist" (2018), "Milligan Elite Women'S" (2019), "Team Robson Forensic p/b" (2020). С 2015 по 2019 год вновь стала участвовать в соревнованиях по конькобежному спорту на Национальном чемпионате Колумбии, но в США и выиграла 11 подиумов, в том числе дважды была первой на дистанции 500 м.